# 米利沃伊·贝比奇
米利沃伊·贝比奇（1959年8月29日—），克罗地亚男子水球运动员。他曾代表南斯拉夫国家队参加1980年和1984年夏季奥林匹克运动会水球比赛，获得一枚金牌和一枚银牌。